# ۲۳ اسفند
۲۳ اسفند سیصد و پنجاه و نهمین روز سال در گاه‌شماری خورشیدی است. به پایان سال ۶ روز (۷ روز در سال کبیسه) باقی‌است.

## رویدادها
- ۱۳۴۵ - ثبت رسمی امامزاده هاشم با شماره ثبت ۶۱۷ به‌عنوان یکی از آثار ملی ایران
- ۱۳۷۵ - حادثه ۲۳ اسفند ۱۳۷۵ لاکهید سی-۱۳۰ هرکولس نهاجا
- ۱۴۰۰ - حمله سایبری ۲۳ اسفند ۱۴۰۰ به وب‌سایت وزارت فرهنگ و ارشاد جمهوری اسلامی
- ۱۴۰۱ - اعتراضات چهارشنبه‌سوری ۱۴۰۱ ایران
- ۱۴۰۲ - استعفای محمد مصدق کهنموئی از جایگاه معاون اول رئیس قوه قضائیه جمهوری اسلامی ایران

## زادروزها
- ۱۱۲۰ - آقامحمدخان قاجار، بنیان‌گذار دودمان قاجار
- ۱۲۷۰ - سید عبدالله شیرازی، از مراجع تقلید شیعه
- ۱۳۲۱ - هوشنگ آزادی‌ور، شاعر و مستندساز
- ۱۳۲۳ - سید هادی میرمیران، معمار
- ۱۳۲۵ - محمود ضرابی، خلبان نظامی
- ۱۳۸۸ - یونا تدین، بازیگر

## درگذشت‌ها
- ۱۳۴۰ - سید ابوالقاسم کاشانی، چهاردهمین رئیس مجلس شورای ملی
- ۱۳۵۰ - سید حسین فلاح نوشیروانی، بازرگان و نیکوکار
- ۱۳۹۵ - علی معلم، تهیه‌کننده فیلم
- ۱۳۹۵ - ادیب برومند، از اعضای شورای مرکزی جبهه ملی ایران
- ۱۳۹۵ - ویدا حاجبی، از اعضای سازمان چریک‌های فدایی خلق ایران و زندانی سیاسی
- ۱۳۹۸ - ناصر شعبانی، از فرماندهان ارشد سپاه پاسداران انقلاب اسلامی